# جريس تشاتو
جريس تشاتو (بالإنجليزية:Grace Chatto) هي عازفة ومغنية إنجليزية من مواليد 10 ديسمبر 1985 بلندن، المملكة المتحدة. إشتهرت بغنائها وعملها كعضو في فرقة كلين بنديت البريطانية.

## الدراسة والتعليم
التحقت تشاتو بمدرسة لاتيمر (The Latymer School) كما درست في مدرسة وستمنستر، بالإضافة إلى الأكاديمية الملكية للموسيقى. درست اللغات الحديثة في كلية جيسوس بـجامعة كامبريدج (Jesus College, Cambridge)، حيث التقت بالعضوين المؤسسين لفرقة كلين بنديت، جاك باترسون ونيل أمين سميث، اللذان عزفت معهما. كما أنها تتحدث الروسية بطلاقة.

## الترشيحات والجوائز
| السنة | الجائزة                                           | تصنيف الجائزة                                       | النتيجة |
| ----- | ------------------------------------------------- | --------------------------------------------------- | ------- |
| 2015  | جائزة غرامي                                       | جائزة غرامي لأفضل تسجيل رقص                         | فوز     |
| 2015  | جائزة بريت                                        | /                                                   | رشحت    |
| 2017  | جائزة بريت                                        | /                                                   | رشحت    |
| 2017  | جوائز أم تي في أوروبية (جائزة عن فرقة كلين بنديت) | جائزة إم تي في الموسيقية الأوروبية لأفضل أغنية      | رشحت    |
| 2018  | جوائز أم تي في أوروبية (جائزة عن فرقة كلين بنديت) | جائزة إم تي في الموسيقية الأوروبية لأفضل مؤدي مسرحي | رشحت    |
| 2019  | جائزة بريت                                        | /                                                   | رشحت    |

## وصلات خارجية
- جريس تشاتو على موقع IMDb (الإنجليزية)
- جريس تشاتو على موقع ميوزك برينز (الإنجليزية)
- جريس تشاتو على موقع أول ميوزيك (الإنجليزية)
- جريس تشاتو على موقع ديسكوغز (الإنجليزية)